# Hache (Tischlerfamilie)
Die Dynastie der Hache war eine der bedeutendsten Tischlerfamilien Frankreichs während des 18. Jahrhunderts.

## Noel Hache
Der Gründer Noel Hache (geboren 1635 in Calais) machte seine Lehre bei verschiedenen Meistern Nordeuropas und konzentrierte sich dabei vor allem auf die Technik des Furniers, einer damals in Frankreich neuen Art, Möbel mit Tropenholzarten zu dekorieren. Nach seiner Lehre ging er auf die Walz durch Frankreich und ließ sich schließlich in Toulouse nieder, wo er mit seinen neuartigen Fertigkeiten konkurrenzlos war und erste Erfolge feierte. Die Qualität seiner Arbeit, sein Ehrgeiz und Beharrlichkeit halfen ihm, sich gegen den Widerstand der ansässigen Zünfte durchzusetzen.

## Thomas Hache
Der Aufstieg der Familie kommt mit dem Tod Noels im Jahre 1675 vorläufig zum Stillstand. Von seinen Kindern entwand sich nur Thomas Hache (1664–1747) diesem Schicksal, indem er Toulouse verließ. Sein Weg führte ihn bis nach Chambéry und Savoyen, wo er italienische Arten der Dekoration erlernte. Bei diesen wurden lokale Holzarten mit leichten Färbungen bevorzugt. Dort brachte er eine Mischung von italienischem und flämischem Furnierstil auf. Sein Aufstieg begann, als er die Tochter eines Tischlers aus Grenoble heiratete.
Nach zwanzig Jahren Tätigkeit in Grenoble erreichte er den Höhepunkt seiner Karriere und bekam von Philipp II., dem Herzog von Orléans (1674–1723), den Titel eines „Tischlers der Herzöge von Orléans“ verliehen, den niemand zuvor oder nach ihm je erhalten hat. Seine Möbel zeugen für die Präzision des Meisters sowie für seine perfekte Kenntnis von lokalen und tropischen Holzarten, die er in seinen Werken verwendete. Der Meister arbeitete mit einem Handwerksgesellen und einem Lehrling, bis sein Sohn Pierre 1725 bei ihm Lehrling wurde. Von da an arbeiteten Vater und Sohn bis 1747 zusammen, ohne dass Konkurrenz in der Familie entstanden wäre.

## Pierre Hache
Als Pierre Hache (1705–1776) die Werkstatt 1747 übernahm, begann eine neue Periode für die Dynastie. Die Möbel trugen von da an den Stempel „Hache à Grenoble“. Herkunftsnachweise auf Möbeln waren in dieser Zeit nicht üblich, was zeigt, dass die Familie Hache den Wunsch hatte, außerhalb von Grenoble bekannt zu werden und die Produktion auszuweiten.

## Jean-François und Christophe-André Hache
Pierres Sohn Jean-François machte seine Lehre in Paris, er vervollkommnete dort beim Tischler des Königs seine Fertigkeiten. Danach zeichnete er seine Möbel mit eigenem Stempel „Hache & Fils à Grenoble“. 
Die Möbel von Jean-François waren modern und einfallsreich, von den einfachsten Modellen bis zu den unkonventionellen. Nach dem Tod Pierres 1776 übernahm Jean-François mit seinem Bruder Christophe-André zusammen das Geschäft. Sie weiteten ihre Tätigkeit auf verschiedenerlei Arten von Handwerk aus (z. B. Holz, Metall, Leder, Kleidung, Baugewerbe) und handelten bald auch mit den Materialien, die sie selber zur Herstellung ihrer Möbel verwendeten. Die Französische Revolution von 1789 tat der Familie Eintrag: Der Bau öffentlicher Gebäude verhinderte das Projekt einer neuen Fabrik, zudem war die Auftragslage schlecht. 
Als Jean-François im Jahre 1796 starb, stand in seiner Familie niemand bereit, der den Stab hätte übernehmen können. So endete die Geschichte der Tischlerei Hache im Jahre 1831. Als dann Christophe-André Hache ohne männliche Nachkommen starb, erlosch mit seinem Tod auch die Dynastie der Haches.
Die Werke der Hache sind heute noch im Musée Dauphinois in Grenoble zu sehen.